# حديقة أكيوشيداي شبه الوطنية
حديقة أكيوشيداي شبه الوطنية (باليابانية: 秋吉台国定公園) هي حديقة شبه وطنية في محافظة ياماغوتشي، اليابان. تأسست في 1 نوفمبر 1955 وتبلغ مساحتها 45.02 كيلومتر مربع.
نظام المياه الجوفية أكيوشيداي هو أحد مواقع رامسار والأراضي الرطبة ذات الأهمية الدولية.